# Antrolana
Antrolana lira là một loài động vật giáp xác thuộc họ Cirolanidae, loài duy nhất thuộc chi Antrolana. Đây là loài đặc hữu của Hoa Kỳ.